# Ортукио
Ортукио (итал. Ortucchio) је насеље у Италији у округу Л'Аквила, региону Абруцо.
Према процени из 2011. у насељу је живело 1757 становника. Насеље се налази на надморској висини од 671 м.

## Становништво
Према резултатима пописа становништва 2011. у општини је живело 1.863 становника.
| 1931. | 1936. | 1951. | 1961. | 1971. | 1981. | 1991. | 2001. | 2011. |
| ----- | ----- | ----- | ----- | ----- | ----- | ----- | ----- | ----- |
| 1.887 | 2.055 | 2.354 | 2.200 | 1.894 | 1.874 | 1.931 | 1.978 | 1.863 |

## Партнерски градови
- Capalbio